# فریدریش ویلهلم، دوک شولسویگ هولشتاین سوندربورگ گلوکسبورگ
فریدریش ویلهلم، دوک شولسویگ هولشتاین سوندربورگ گلوکسبورگ (آلمانی: Friedrich Wilhelm Paul Leopold) (۴ ژانویه ۱۷۸۵ تا ۱۷ فوریه ۱۸۳۱) به مدت نه سال دوک شولسویگ هولشتاین سوندربورگ بک از ۲۵ مارس ۱۸۱۶ تا ۶ ژوئیه ۱۸۲۵ بود و سپس لقب خود را به دوک شولسویگ هولشتاین سوندربورگ گلوکسبورگ تغییر داد و از ۶ ژوئیه ۱۸۲۵ تا ۱۷ فوریه ۱۸۳۱ دوک شولسویگ هولشتاین سوندربورگ گلوکسبورگ بود. او همچنین یک دودمان سلطنتی تشکیل داد که یک قلمروی مشترک‌المنافع در نروژ، دانمارک و یونان بود.